# Đại học Warszawa
Đại học Warszawa là trường đại học tại Warszawa, Ba Lan. Đây là trường đại học lớn nhất ở Ba Lan. Theo xếp hạng của Times Higher Education Supplement, trường này đứng thứ nhì về chất lượng đào tạo ở Ba Lan và xếp trong nhóm 500 trường đại học hàng đầu thế giới. Trường được thành lập năm 1816.